# Tracy Subdivision
La Tracy Subdivision, o Tracy Sub, è una linea ferroviaria statunitense del Minnesota meridionale, che collega le città di Waseca e Tracy. La linea è gestita dalla Minnesota, Dakota and Eastern Railroad (DM&E).

## Storia

### Costruzione
La linea ferroviaria venne costruita a ovest di Winona, raggiungendo Waseca prima del 1870. La Chicago and North Western Transportation Company acquistò la proprietà della Winona and St. Peter Railroad nel 1867 e aveva continuato a costruire la linea a ovest, sebbene la Winona and St. Peter abbia continuato ad operare con il vecchio nome per molto tempo in seguito. Nel 1870 la linea giunse a Mankato, nel 1871 a New Ulm e nel 1872 nel Territorio del Dakota. La prima diramazione fu completata nel 1878 da Sleepy Eye a Redwood Falls. A ovest di Tracy, la linea principale originaria venne sviluppata a nord-ovest verso Watertown e il vicino lago Kampeska. Nel 1879 verrà poi avviata una nuova linea da Tracy a Pierre.

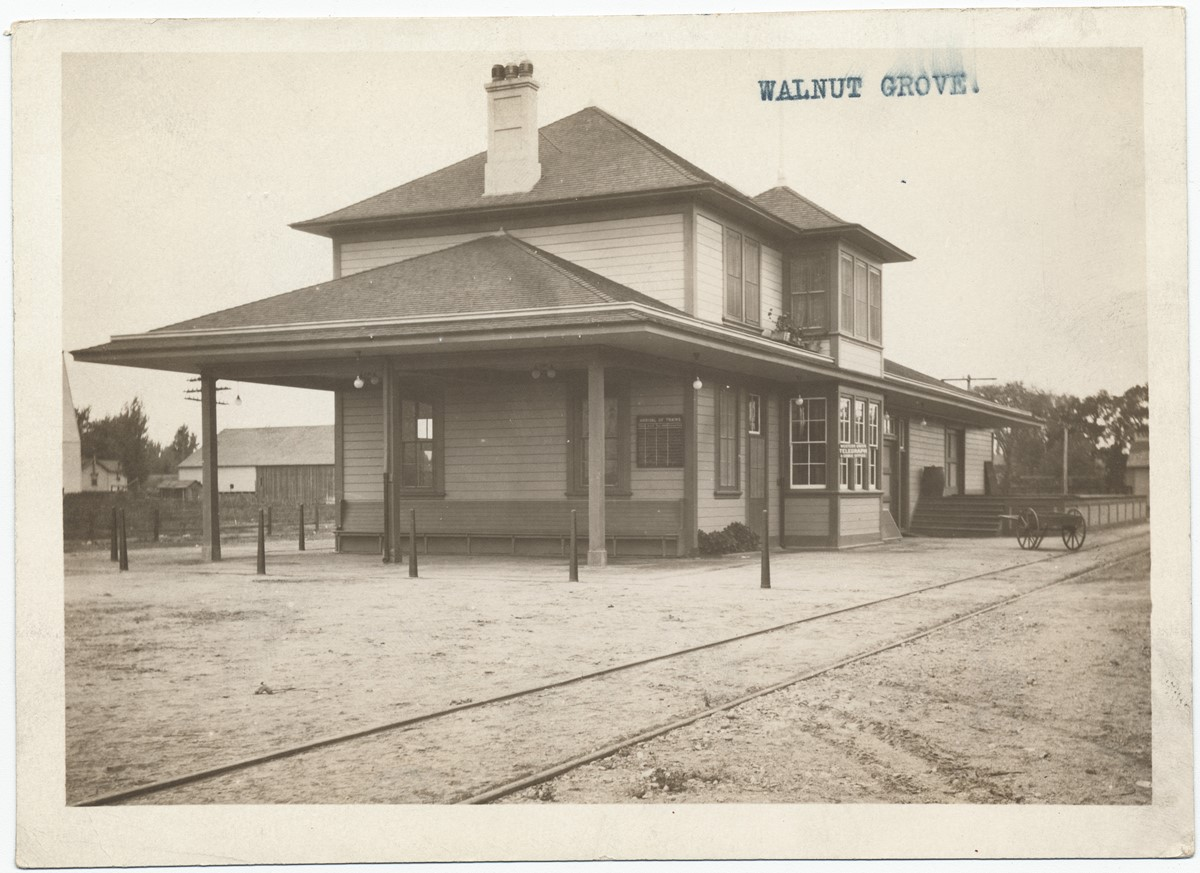
La stazione di Walnut Grove durante i primi anni di servizio

### Anni di servizio
Il servizio passeggeri continuò sulla linea fino agli anni 50 ma terminò interamente il 23 luglio 1963.
La Chicago and North Western Transportation Company continuò a gestire la linea fino agli anni 80 ed iniziò a rinnovarla. Con la nascita della Dakota, Minnesota and Eastern Railroad, la linea è stata acquistata da quest'ultima nel 1986. La Canadian Pacific acquistò la DM&E nel 2007, così come la linea.

## Caratteristiche
La linea ferroviaria presenta cinque diramazioni: una a sud verso Hartland, una ad ovest ed est verso Mankato ed una a nord verso Redwood Falls e Watertown.
| Continuation backward |

| Non-passenger station/depot on track |

|  | Unknown route-map component "ABZg+l" | Unknown route-map component "CONTfq" |

| Stop on track |

| Stop on track |

| Stop on track |

| Stop on track |

| Stop on track |

| Unknown route-map component "CONTgq" | Unknown route-map component "ABZgr" |  |

| Non-passenger station/depot on track |

|  | Unknown route-map component "ABZgl" | Unknown route-map component "CONTfq" |

| Stop on track |

| Stop on track |

| Stop on track |

| Stop on track |

| Stop on track |

| Unknown route-map component "exCONTgq" | Unknown route-map component "eABZg+r" |  |

| Stop on track |

| Stop on track |

| Stop on track |

| Stop on track |

| Stop on track |

| Stop on track |

| Stop on track |

| Non-passenger station/depot on track |

| Unknown route-map component "exCONTgq" | Unknown route-map component "eABZg+r" |  |

| Continuation forward |